# الکساندر بالاشوف
الکساندر دمیتریویچ بالاشوف (روسی: Алекса́ндр Дми́триевич Балашо́в) (۱۳ ژوئیه ۱۷۷۰ در مسکو – ۸ مه ۱۸۳۷) ژنرال و دولتمرد روسی بود.
بالاشوف از یک خانواده اصیل بود. وقتی ۶ ساله شد، پدرش که مشاور و سناتور خصوصی بود، او را در هنگ پرئوبراژنسکی ثبت نام کرد، هرچند تا نوامبر ۱۷۸۱ بود که وارد سپاه پیج شد و در سال ۱۷۸۷ با درجه کامر پیج ثبت‌نام کرد. در ۹ ژانویه ۱۷۹۱ به عنوان ستوان به هنگ ایزمایلوفسکی پیوست. از سال ۱۷۹۵ او یک سرهنگ دوم در ارتش منظم بود. او در آوریل ۱۷۹۸ سرهنگ و در سال ۱۷۹۹ سرلشکر شد.
در ۲۱ ژانویه ۱۸۰۰ بالاشوف از خدمت سربازی برکنار شد، اما در نوامبر همان سال به فرمانداری کل و رئیس هنگ پادگان در تالین منصوب شد. در ۱۸۰۴ سپتامبر ۲۳ او به دلایل خانوادگی استعفا داد، اما در عرض سه ماه او به عنوان رئیس پلیس در مسکو منصوب شد. در نوامبر ۱۸۰۷ او ژنرال کریگز-کومیسار شد ، در ۲۹ مارس ۱۸۰۸ او جایگزین فئودور ارتل در دفتر رئیس پلیس در سن پترزبورگ شد و پس از آن حرفه او افزایش یافت.
در فوریه ۱۸۰۹ الکساندر یکم به بالاشوف درجه ژنرال آجودان را اعطا کرد و او را به فرمانداری جنگ سن پترزبورگ منصوب کرد. در مارس ۱۸۰۹ او به درجه سپهبدی ارتقا یافت. از ۱ ژانویه ۱۸۱۰ او عضو شورای ایالتی تازه تاسیس بود. در ژوئن همان سال وزیر پلیس شد.
در سال ۱۸۱۲ در جریان تهاجم ناپلئون به روسیه ، بالاشوف در ارتش خط مقدم مستقر در ویلنیوس حضور داشت. پس از عبور ارتش بزرگ از مرز در ۱۲ ژوئن ( گاه‌شماری ژولینی )، بالاشوف برای تحویل نامه امپراتور به ناپلئون اعزام شد. او در سازماندهی شبه نظامیان خلق ( Народное ополчение ) و عضو کمیته فوق العاده انتخاب فرمانده کل ارتش روسیه بود.
پس از جنگ میهنی بالاشوف در مأموریت‌های دیپلماتیک مهم شرکت داشت. بین سالهای ۱۸۱۹ و ۱۸۲۸، او به عنوان فرماندار جنگی اورل ، تولا ، ریازان ، تامبوف و ورونژ خدمت کرد. در ۲۳ سپتامبر ۱۸۳۴ بالاشوف از مقام خود استعفا داد. او در ۸ مه ۱۸۳۷ در راه خود به کرونشتات درگذشت.